# Saint-Georges-le-Fléchard
Saint-Georges-le-Fléchard è un comune francese di 365 abitanti situato nel dipartimento della Mayenne nella regione dei Paesi della Loira.
È bagnato dal fiume Ouette.

## Società

### Evoluzione demografica
Abitanti censiti